# Флаг Дмитровского района (Москва)
Флаг внутригородского муниципального образования Дми́тровское в Северном административном округе города Москвы Российской Федерации.
Флаг утверждён 21 сентября 2004 года и внесён в Геральдический реестр города Москвы с присвоением регистрационного номера ?.

## Описание
«Флаг муниципального образования Дмитровское представляет собой двустороннее, прямоугольное полотнище с соотношением сторон 2:3.
На красном полотнище, мурованном белыми швами, помещён опрокинутый горностаевый треугольник, вершина которого находится в середине нижнего края полотнища, а боковые стороны образованы жёлтыми, сужающимися к концам молниями, выходящими из верхних углов полотнища. На горностаевом треугольнике помещено изображение красной княжеской короны. Габаритные размеры изображения составляют 4/15 длины и 1/5 ширины полотнища, центр изображения равноудалён от боковых краёв полотнища и находится на расстоянии 7/20 ширины полотнища от его верхнего края».

## Обоснование символики
Красная кирпичная кладка символизирует наличие на территории муниципального образования крупного кирпичного завода, основанного здесь в начале XX века, завода керамзитного гравия и большой промышленной зоны.
Остриё символизирует географическую особенность муниципального образования, территория которого образует своеобразный треугольник, расположенный в северной части Москвы.
Две жёлтые молнии символизируют находящиеся на территории муниципального образования электростанции.
Княжеская шапка на горностаевом поле — часть флага города Дмитрова, по имени которого получили своё название Дмитровское шоссе и само муниципальное образование Дмитровское.